# کرشمین
کِرشِمیِن (به مجاری:  Kérsemjén) یک منطقهٔ مسکونی در مجارستان است که در ناحیه فهردیارمات واقع شده‌است. کرشمین ۷٫۰۸ کیلومتر مربع مساحت و ۲۹۰ نفر جمعیت دارد.